# Gnomidolon bonsae
Gnomidolon bonsae là một loài bọ cánh cứng trong họ Cerambycidae.